# Klimatförändringar i Afrika

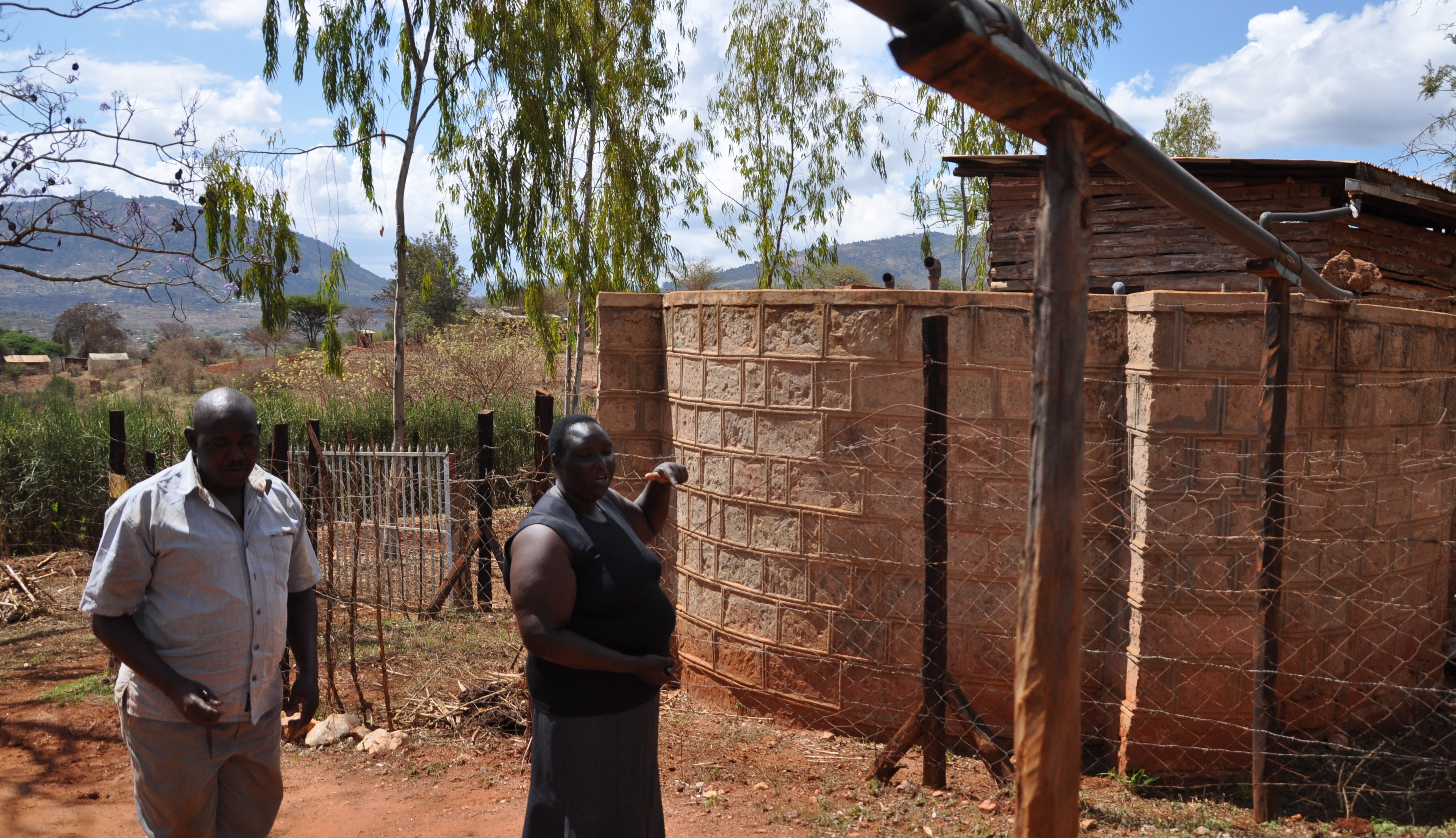
Klimatsmart jordbruk och insamling av regnvatten i Machakos County, Kenya.

Klimatförändringar i Afrika är ett alltmer allvarligt hot för afrikaner då Afrika är bland de kontinenter som är mest sårbara för klimatförändringar. Antropogena klimatförändringar påverkar redan Afrika, liksom andra håll i världen. Enligt den Förenta nationernas klimatpanel drivs Afrikas sårbarhet för klimatförändringar av en rad faktorer som inkluderar svag anpassningskapacitet, högt försörjningsberoende av ekosystemvaror och mindre utvecklade jordbruksproduktionssystem. Riskerna med klimatförändringar för jordbruksproduktion, livsmedelssäkerhet, vattenresurser och ekosystemtjänster kommer sannolikt att få alltmer allvarliga konsekvenser för människor och minska möjligheten för hållbar utveckling i Afrika. För att hantera denna risk krävs en integrering av begränsnings- och anpassningsstrategier i hanteringen av ekosystemvaror och tjänster och jordbruksproduktionssystemen i Afrika.
Under de kommande decennierna förväntas nästan hela jorden drabbas av uppvärmning från klimatförändringar, och den globala genomsnittliga nederbörden kommer att öka. Regionala effekter på nederbörd i tropikerna förväntas vara mycket mer föränderliga över ytan och tecken på förändring på någon specifikt plats är ofta mindre tydligt, även om förändringar förväntas. I överensstämmelse med detta har observerade yttemperaturer i allmänhet ökat i Afrika med ungefär 1 ° C sedan slutet av 1800-talet till början av 2000-talet. Lokalt har ökningar på så mycket som 3 ° C för lägsta temperatur observerats i Sahel i slutet av den torra säsongen. Observerade nederbördstrender indikerar rumsliga och tidsmässiga avvikelser vilket förväntats. Likaså varierar de observerade förändringarna i temperatur och nederbörd regionalt. 
När det gäller anpassningsinsatser gör regionala aktörer vissa framsteg. Detta inkluderar utveckling och antagande av flera regionala anpassningsstrategier för klimatförändringar till exempel SADC:s policyartikel om klimatförändringar, och anpassningsstrategi för vattensektorn. Dessutom har det gjorts andra ansträngningar för att förbättra anpassningen till klimatförändringarna, såsom trestegsprogrammet Programme on Climate Change Adaptation, Mitigation in Eastern and Southern Africa (COMESA-EAC-SADC).
Som en överstatlig organisation med 55 medlemsländer har Afrikanska unionen lagt fram 47 mål och tillhörande åtgärder i ett rapportutkast 2014 för att bekämpa och mildra klimatförändringarna på kontinenten. FN:s generalsekreterare António Guterres har också förklarat att det finns ett behov av nära samarbete med Afrikanska unionen för att ta itu med klimatförändringarna, i enlighet med FN:s mål för hållbar utveckling.